# Rio Crișul Alb
O Crișul Alb é um  afluente do rio Körös. Em seu curso, atravessa os distritos de Hunedoara e Arad, na Romênia, e Békés, na Hungria.

## Afluentes
Esquerda: Valea Albă, Valea Laptelui, Plai, Buceș, Bucureșci, Luncoiu, Ţebea, Vălișoara, Unguroiu, Valea Văleni, Birtin, Vaţa, Prăvăleni, Valea Mare, Valea Rea, Sighișoara, Mustești, Bodești, Almaș, Chișindia, Canalul Morilor, Gut, Cigher, Chișer, Canalul Morilor.
Direita: Artan, Brad, Junc, Ribiţa, Baldovin, Obârșia, Ociu, Hălmăgel, Leasa, Valea Leucii, Glimea, Tăcașele, Zimbru, Feniș, Crocna, Dumbrăviţa, Craicova, Topasca, Sebiș.